# 蜘蛛人：返校日
是一部於2017年上映的美国超級英雄電影，改編自漫威漫畫旗下的同名角色的故事，由哥倫比亞電影公司與漫威影業共同製片，並由索尼影視娛樂發行。本片為一部第二次重啟的蜘蛛人系列電影，亦是首部由索尼影視娛樂發行的漫威电影宇宙系列電影，漫威电影宇宙系列中的第16部電影。本片由乔恩·沃茨執導，強納森·高斯汀、約翰·法蘭西斯·達利、華茲、克里斯多福·福特、克里斯·麥肯納和艾瑞克·桑默斯共同編劇，並由汤姆·赫兰德、小勞勃·道尼、米高·基頓、強·法夫洛、千黛亞、雅各布·貝塔隆、蘿拉·哈里爾及瑪麗莎·托梅等人主演。劇情講述高中生彼得·帕克試圖於超級英雄「蜘蛛人」及校園生活之間維持平衡。
2015年2月，漫威影業和索尼影視娛樂達成協議共享蜘蛛人的角色版權，並將其加入漫威電影宇宙中。赫兰德於同年六月被選為擔任主角，而華斯則獲聘執導電影。不久後，瑪麗莎·托梅加盟劇組，戴利與高斯汀受僱編寫劇本。2016年4月公布電影的片名《蜘蛛人：返校日》及道尼在內的其他演員。主要攝影於2016年6月開始，地點位在美國喬治亞州費耶特縣的松林亞特蘭大製片廠，劇組也在紐約市進行拍攝，之後於10月在德國柏林結束所有攝影作業。拍攝期間，公布沃茨、福特、麥肯納和桑默斯為額外的編劇，且更多演員獲證實有參與該片。
電影於2017年7月7日在美國以3D、IMAX及IMAX 3D版本發行。續集《蜘蛛人：離家日》於2019年7月2日在美國上映。

## 劇情
紐約戰役過後，由東尼·史塔克與美國政府共同成立的損害控制部，強行接管本由亞德里安·圖姆斯與其工程團隊所負責的善後清理工作。心生不滿的圖姆斯帶領團隊靠一部分收集到的奇塔瑞武器殘骸來謀生，並在接下來的八年內親自造出一副鋼鐵機械翅膀，掠奪大部份由損害控制部回收的高科技或外星材料，再將其拼湊成武器來從事黑市買賣。居住在紐約皇后區的高中生彼得·帕克自從兩個月前的機場戰役後，迫不及待想成為復仇者聯盟正式成員，此後除了回到中城科技學院迎接新學期以外，始終埋頭發訊息給負責監視他的快樂·霍根，表示自己已準備好接受下一個任務。
彼得不惜退出學術十項全能隊以留在紐約等待任務，一晚換裝阻止幾名手持圖姆斯賣的武器來盜取自動提款機的搶劫犯，卻不慎導致對方的武器失控而摧毀對面的三明治店。彼得悄悄回到家中，卻剛好被房間內等待的摯友奈德發現身份。隔晚，彼得與奈德參加校花麗茲在自家舉辦的派對，奈德建議彼得扮成蜘蛛人來到派對現場稱自己“認識”彼得和奈德來獲得青睞。但彼得換裝時被遠處的光芒吸引，注意到圖姆斯的兩名部下傑克森·布萊斯與赫曼·舒爾茨，正在售賣武器給本地罪犯亞倫·戴維斯，彼得追趕開着廂車逃跑的布萊斯和舒爾茨時，圖姆斯穿著機械翅膀前來阻止彼得。彼得的戰服裡的緊急降落傘啟動讓他脫身，並被東尼遠程遙控的一套動力服救上岸。圖姆斯回去後憤而殺死差點曝光武器又滿不在乎的布萊斯，並把他最喜歡的電震手套交給舒爾茨代替。
彼得回家的路上撿到一塊從舒爾茨的車中掉出來的武器碎片，隔天在學校取出其能量核心，當舒爾茨來到學校尋回碎片時，彼得暗中在他身上裝追蹤器，得知他即將前往馬里蘭州。彼得重新加入學術十項全能隊到達華盛頓特區，透過奈德的電腦技術協助下關閉戰服中的追蹤器，還解鎖戰服中的多數高級功能與女性人工智能，將其取名叫「凱倫」。彼得跟著舒爾茨的訊號，盡全力阻止圖姆斯搶奪一輛損害控制部貨車，然而卻導致自己受困在損害控制部的大型倉庫中一整個晚上。彼得因此錯過學術比賽，而奈德和其他人在競賽中順利奪冠後前去參觀華盛頓紀念碑，但奈德帶在背包中的能量核心受輻射影響而爆炸，損壞他們乘坐的電梯使他們命懸一線。彼得得知能量核心會爆炸後，幾經辛苦終於逃出倉庫，冒險當眾爬上紀念碑頂端破窗而入救出朋友們。
回到紐約後，彼得捨棄學業積極尋找圖姆斯，靠之前與他們交易武器的戴維斯之線報，得知圖姆斯即將在史泰登島渡輪上進行新交易。彼得登上渡輪後發現圖姆斯的新買家為重罪犯麥克·加根，沒想後果就跑去制伏加根。圖姆斯發動雷射武器攻擊，造成整艘渡輪被武器切成兩半，東尼及時穿著裝甲趕到並將渡輪併回一體才成功挽救其他乘客。由於險些釀成巨災，東尼沒收彼得的戰服，聲言他魯莽且一無是處的表現根本“不配”擁用這件戰服。彼得沮喪地回家後被嬸嬸梅·帕克安慰，決定重新審視自己而回歸學業，並鼓起勇氣邀請麗茲一起前去「返校日舞會」。但舞會當晚，彼得到麗茲家接她時卻發現她的父親竟然是圖姆斯，圖姆斯開車送他們倆到學校的路上，聽著麗茲講述彼得總是平白無故“失蹤”的事情而推斷出他就是蜘蛛人，暗中威脅彼得不准再干預他的行動。
為了不把麗茲牽扯進來，彼得只好忍痛遺棄她離開舞會，換回他最初的普通戰服，靠奈德的協助打敗躲在學校門口伏擊他的舒爾茨。彼得跟蹤圖姆斯來到他的倉庫，得知圖姆斯將去搶劫一架裝載大量復仇者聯盟裝備的運輸機，其準備從清空的復仇者大樓運往紐約州北部的復仇者總部。彼得前來對峙時，圖姆斯聲言自己都是為了讓家人溫飽，暗中啟動翅膀摧毀柱子使倉庫崩塌，導致彼得被壓在石堆中動彈不得。無助的彼得霎那間領會自己的極限以及東尼的用心良苦，奮力掙脫出來後偷偷跟在圖姆斯身後。當時圖姆斯已準備將運輸機上的裝備據為己有，但為了將彼得趕下飛機，不慎使飛機受損且墜毀在康尼島海灘上。圖姆斯決定拎走一箱完好無損的裝備，卻未發現自己受損的翅膀即將爆炸，最後還是彼得阻止他飛走而挽救他一命。彼得將圖姆斯抬出火海，將他和貨物綁在一起留給趕到的警察。
隨著圖姆斯被捕，麗茲亦即將轉學搬到奧勒岡州，彼得向她道歉後目送她離開。組中向來格格不入的女學生蜜雪兒·「MJ」·瓊斯因為曾在競賽中出力而幫眾人奪冠，被彼得等社員推選成為新社長。快樂親自前來感謝彼得幫忙，東尼也打算正式將他列入復仇者聯盟，但彼得經此一役學會要堅守自己本分，暫時謝絕提議並返回紐約協助市民。對此感到欣慰的東尼歸還彼得的戰服，使彼得回家後欣喜若狂地重新換上，但也不慎讓門外的梅嬸發現身份。圖姆斯在獄中重遇麥克·加根，得知加根在外的“朋友們”將會去找蜘蛛人算賬，由於虧欠彼得多次恩情，圖姆斯決定隱瞞彼得的身份。

## 角色

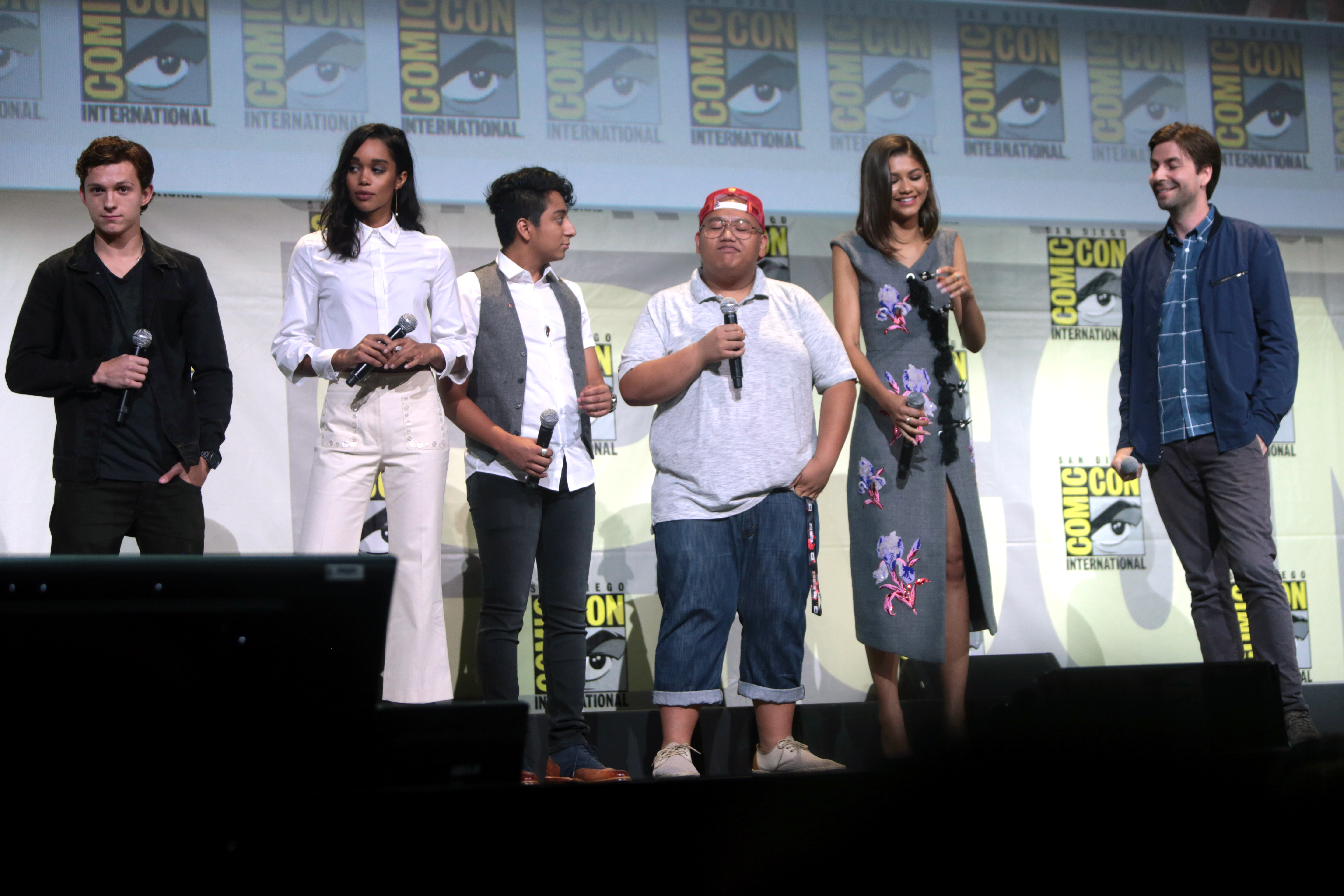
（由左至右）汤姆·赫兰德、蘿拉·哈里爾、東尼·雷佛羅里、雅各布·貝塔隆、赞达亚和導演乔恩·沃茨於2016年聖地牙哥國際漫畫展上推廣《蜘蛛人：返校日》。

| 演員                                  | 角色                                                      | 簡介 |
| 湯姆·霍蘭德 Tom Holland               | 「蜘蛛人」彼得·帕克 Spider-Man / Peter Parker             | 一名居於紐約市皇后區的15歲高中生，曾自己研發出蛛絲發射器，在東尼的協助下增加更多種類的蜘蛛絲和發射模式。在紐約市懲奸鬥惡的同時亦渴望能成為復仇者聯盟的成員。                                                     |
| 米高·基頓 Michael Keaton              | 「禿鷹」亞德里安·圖姆斯 Vulture / Adrian Toomes           | 一名具犯罪傾向的工人，在紐約大戰後承攬清理戰場的工作，卻因損害控制部的建立而失去工作，便開始靠收集的外星科技來建造武器販售圖利，擁有一雙機械翅膀。                                                               |
| 強·法夫洛 Jon Favreau                 | 快樂·霍根 Happy Hogan                                     | 東尼的保鑣與司機，負責保護東尼的女友小辣椒·波茲和監督彼得，不但是東尼的員工，更是東尼的好朋友。 |
| 千黛亞 Zendaya                        | 蜜雪兒·「MJ」·瓊斯 Michelle "MJ" Jones                    | 彼得的同學，智商超群卻十分孤僻，雖然經常嘴上不饒人，但待人還是很熱心。 |
| 瑪麗莎·托梅 Marisa Tomei              | 梅·帕克 May Parker                                        | 彼得的嬸嬸，充滿魅力的美貌熟女，在皇后區是人見人愛的萬人迷。 |
| 小勞勃·道尼 Robert Downey Jr.         | 「鋼鐵人」東尼·史塔克 Iron Man / Tony Stark               | 天才發明家兼億萬富豪，經營著史塔克工業，某次到阿富汗時遭犯罪組織「十環幫」擄走，心臟受重創之下靠胸口的微型弧反應爐續命，逃走後成為「鋼鐵人」並製造出許多的鋼鐵動力服。在復仇者內戰時招募彼得，進而成為彼得的導師。 |
| 雅各布·貝塔隆 Jacob Batalon           | 奈德·利茲 Ned Leeds                                       | 彼得的摯友及同學，愛好科學，發現彼得身為蜘蛛人的秘密，受彼得信任並為彼得提供技術支持。 |
| 蘿拉·哈里爾 Laura Harrier             | 麗茲·艾倫-圖姆斯 Liz Allan-Toomes                         | 帕克暗戀的同班同學，具有「A型」的性格，圖姆斯的女兒。 |
| 東尼·雷佛羅里 Tony Revolori           | 閃電·湯普森 Flash Thompson                                | 彼得的死對頭及同學，家裡很富有的富二代，學藝不精卻喜歡四處顯擺。 |
| 羅根·馬歇爾-格林 Logan Marshall-Green | 「震動人」傑克森·布萊斯 Shocker / Jackson Brice           | 圖姆斯的團伙成員，替他出面交易武器，非常狂妄自大，因為愛用強大電震手套而自稱震動人。 |
| 博金·伍德賓 Bokeem Woodbine           | 「震動人」赫曼·舒爾茨 Shocker / Herman Schultz            | 圖姆斯的團伙成員，布萊斯的搭檔，在布萊斯死後獲得其震動手套成為新的震動人。 |
| 麥可·切爾努斯 Michael Chernus         | 「修補匠」菲尼亞斯·梅森 Tinkerer / Phineas Mason          | 圖姆斯的團伙成員，技術人員，負責為圖姆斯一夥設計和打造武器。 |
| 克里斯托弗·貝里 Christopher Berry     | 蘭迪·維爾 Randy Vale                                      | 圖姆斯的團伙成員，負責安保和運輸。 |
| 泰恩·戴利 Tyne Daly                   | 安妮·瑪麗·胡格 Anne Marie Hoag                            | 史塔克工業和美國政府在紐約戰役後合作成立的損害控制部的主管。 |
| 克里斯·伊凡 Chris Evans               | 「美國隊長」史提芬·羅傑斯 Captain America / Steven Rogers | 復仇者的另一位領袖，是彼得和奈德的偶像，亦在機場戰役時與彼得交手過。在一段宣傳影片和片尾彩蛋中客串。 |
| 葛妮絲·派特洛 Gwyneth Paltrow         | 小辣椒·波茲 Pepper Potts                                  | 客串，東尼的女友，史塔克工業的執行長。 |
| 珍妮佛·康納莉 Jennifer Connelly       | 凱倫 Karen                                                | 東尼贈與彼得的蜘蛛人戰衣上的女性人工智能。 |
| 嘉莉·干頓 Kerry Condon                | 「星期五」 F.R.I.D.A.Y.                                   | 東尼的人工智能電腦系管家。 |
| 肯尼斯·崔 Kenneth Choi                | 森田校長 Principle Morita                                 | 中城科技高中校長，亦是第二次世界大戰時期的咆哮突擊隊的成員吉米·森田的後代。 |
| 唐納·葛洛佛 Donald Glover             | 亞倫·戴維斯 Aaron Davis                                   | 一位街頭罪犯，試圖從圖姆斯的手下買武器，有一位同樣住在皇后區的侄兒。 |
| 迈克尔·曼多 Michael Mando             | 麥克·加根 Mac Gargan                                      | 一位重罪犯，準備和圖姆斯一伙交易武器。 |
| 漢尼拔·布瑞斯 Hannibal Buress         | 威尔逊教練 Coach Wilson                                   | 彼得的學校健身教師。該角被描述為愚鈍人物之一，沒有察覺到彼得是蜘蛛人。 |
| 馬丁·斯塔爾 Martin Starr              | 羅傑·哈靈頓 Roger Harrington                              | 彼得的學術十項全能隊的領導人。 |
| 莎蕾妮絲·雷娃 Selenis Leyva           | 華倫女士 Ms. Warren                                       | 彼得的其中一名老師。 |
| 史丹·李 Stan Lee                      | 蓋瑞 Gary                                                 | 客串飾演一名鄰居。 |

此外，伊莎貝拉·阿瑪拉、小豪爾赫·蘭德柏、J·J·托塔、亞伯拉罕·阿塔赫、蒂芬妮·埃斯佩森、安格瑞·萊絲和麥可·巴比利皆飾演帕克的同學。瑪莎·凱莉飾演導遊、嘉絲莉·畢薇斯飾演圖姆斯的太太朵莉絲·圖姆斯，喬娜·肖以未知的角色出演電影，但戲份在最終剪輯遭到刪除。

## 製作

### 开发
索尼影业在2014年11月被黑客攻击后，索尼影视娱乐联合主席艾米·帕斯卡和总裁道格·贝尔格莱德之间的电子邮件被公开，称索尼希望漫威影业能为蜘蛛侠打造全新的三部曲电影，索尼保留负责“创意控制、营销及发行工作”。与漫威谈崩后，索尼继续制作自己的蜘蛛侠系列电影。然而，2015年2月，索尼影业和漫威影业宣布发布全新的蜘蛛侠电影，凯文·費吉和帕斯卡担任制片人，后者以她的公司帕斯卡影业（Pascal Pictures）参与制片。蜘蛛侠这个角色将在之前的漫威电影宇宙电影中亮相，后来透露这部影片是《美國隊長3：英雄內戰》。漫威影业将探讨漫威电影宇宙角色融入未来蜘蛛侠系列电影的可能性，索尼影业继续负责筹资、发行及最终的创意控制工作。协议不涉及金钱交易，两家公司可以随时终止。但2011年的一项协议得到小调整，让漫威完全控制蜘蛛侠品牌交易权，条件是漫威一次性向索尼支付1.75亿美元费用，之后每部蜘蛛侠电影要支付3500万美元，而非之前的5%。若双方共同制作的电影取得7.5亿美元以上的票房，漫威无需支付3,500万美元，且仍可以获得先期总票房的5%。孤星资金通过旗下的孤星资本电影公司参与电影的筹资工作，负责筹集1.75亿美元制作成本中的25%。哥倫比亞影業与漫威影业共同担任联合制片人。索尼还需要向漫威影业支付金额未公开的制片费用。
2014年10月漫威影业公布第三阶段计划的时候就打算将蜘蛛侠加入漫威电影宇宙，当时費吉表示他们还没有明确计划，暂不打算正式公开：“我们在10月份推进了A计划，如果与索尼的协议达成，B计划就要采用，到时所有打算都会改变。只要我们一直为第三阶段做盘算，（蜘蛛侠电影）就会一直在考虑中。”《超凡蜘蛛侠系列》制片人艾維·亞拉和马特·托马赫将出任执行制片人，导演马克·韦布和演员安德魯·加菲爾德並不会在新片中回归。有传索尼正在找比加菲尔德年轻的演员扮演蜘蛛侠，羅根·勒曼和狄倫·歐布萊恩有望出演。2015年3月，德魯·戈達德列入新片导演及编剧的考虑范围，奥布莱恩说没有人拿蜘蛛侠这个角色找他。此前为索尼影业改编邪惡六人組的戈達德拒绝参与蜘蛛侠新片制作，认为自己花了一年时间参加邪恶六人组电影的制作，满脑子都是那部电影，很难想出点子给蜘蛛侠新片。次月，費吉在《復仇者聯盟2：奧創紀元》的宣传活动中透露「蜘蛛人」彼得·帕克在新片中会是15到16岁，但不会讲起源故事，因为过去13年来起源故事已经被复述了两次，所以理所当然要让观众理解到这一点，还有一些细节。新片仍会提到彼得的叔叔班·帕克，但並不会指名道姓。后来在4月，納特·沃爾夫、阿萨·巴特菲尔德、汤姆·赫兰德、提摩西·夏勒梅和利安·詹姆斯入选索尼和漫威的蜘蛛侠人选名单，其中赫兰德和巴特菲尔德的可能性极高。
2015年5月，乔纳森·莱文、西奧多·梅爾菲、贾森·穆尔、約翰·法蘭西斯·達利与強納森·高斯汀编剧团队及贾里德·赫斯入选导演人选名单。巴特菲尔德、赫兰德、犹大·路易斯、麥特·林茲、查理·普拉瑪和查理·羅維与在电影宇宙中扮演鋼鐵人的小勞勃·道尼试镜，考验双方的默契。六位演员之前参与1500多名演员的海选，接受費吉、帕斯卡与《美国队长：英雄内战》罗素兄弟的测试，从中脱颖而出。到2015年6月，莱文和梅尔菲成为合适的导演人选，戴利与高斯汀及乔恩·沃茨也在考虑范围内。費吉和帕斯卡将主演人选所缩窄到赫兰德与罗维两人，他们再度与唐尼试镜，而赫兰德还要与在电影宇宙中扮演美國隊長的克里斯·伊凡试镜，最终霍蘭德成为心水之选。6月23日，漫威与索尼正式宣布將由赫兰德出演蜘蛛侠，沃茨出任导演。罗素直截了当地讲出想要誰扮演主角，为求寻找一位与彼得·帕克年龄相若的演员出演，为的是与之前的形象分区开。两人赞扬赫兰德有舞蹈及体操背景。沃茨读过《英雄內戰》的剧本，与罗素兄弟交谈，参与影片中蜘蛛侠戏份的拍摄，观摩两人的工作，从中取得灵感，包括帕克的睡房及衣橱的外观，以便自己的影片能无缝衔接。对于加入漫威电影宇宙、参与蜘蛛侠新片的导演工作，沃茨表示自己非常乐于探索电影宇宙的“底楼”，认为复仇者联盟之类的角色在之前的电影中位于“漫威世界的顶楼”。
参与导演工作前，沃茨将剧情早期打造成“情感戏”，让尼克·弗瑞当帕克的导师。他表示：“我不知道情况会变成怎么样，但（尼克·福瑞）会是他（蜘蛛侠）想要一起大闹一场的人。”費吉表示的电影给他最多灵感，认为帕克个人的成长与他出任的蜘蛛侠一角同等重要：“在他那个年龄段，高中的一切就是要么活泼，要么死气沉沉。”另外，影片还会出现之前电影没提到的蜘蛛侠反派，而摄制工作预计在2016年6月展开。2015年7月，报道指瑪麗莎·托梅拿到扮演彼得的嬸嬸梅·帕克的机会。没能拿到导演机会的戴利和高斯汀正就编剧工作进行谈判，需要在三天时间向漫威提供剧情大纲，两人后来确认拿到编剧的合约。两人提出新片的蜘蛛侠与之前电影“截然相反”，又给之前电影出现过的元素列出长长的清单，力求避免在新片中再度使用。两人选择关注蜘蛛侠的高中生活，而非“引发蜘蛛侠出现的悲剧剧情及其影响”，认为这会使得蜘蛛侠与其他漫威电影宇宙超级英雄区分开。戴利表示影片是讲帕克在电影宇宙中“找到他的位置”，编剧团队希望电影着重将他“适应自己的新能力，但没有妥善利用好，让他承担人在现实中一些的恐惧与弱点”，例如在攀登到華盛頓紀念碑一样高的时候产生恐惧。戴利指出：“如果你在电影中展现他用摩天大楼的楼顶荡秋千，我不认为你能体会到观众因这一幕的产生的恐高乃至晕眩，就算提到了这部电影的背景。”编剧不打算采用其他电影用过的曼哈顿高楼大厦，而是把蜘蛛侠放在“郊区、高尔夫球场、史泰登島渡輪、康尼島甚至华盛顿哥伦比亚特区”这样的地点中。他们的大纲有一幕戏是蜘蛛侠粘附在1万英尺上空飞行的航班外，“完全没有安全网”：“你对他所处的环境已经很熟悉了，为什么不把这个场景反过来，让它变得与众不同，是大家没看过的那种？”两人承认新片会采用比之前电影更扎实、“低风险”的处理手法，避免解释复仇者为什么不过来帮忙的问题，毕竟按道理威胁世界的问题才需要“大人物”出手。
漫威鼓励戴利和高斯汀在剧本中展现幽默感：“你用幽默少年的眼睛看这个世界，会真正接受那把声音，所以就不要让他说大家习惯听彼得·帕克说的陈腐单句台词了。”两人受之前制作的情景喜剧启发，在影片中围绕帕克打造“强有力的角色网络”。2015年10月，沃茨说他正打算把电影拍成成长故事，展现帕克的成长，称《爱是非卖品》（1987）、《情到深處》（1989）和《成名在望》（2000）是他最喜欢的成长片。让沃茨对导演工作感兴趣的，正是影片的成长片概念，他听到新蜘蛛侠將比以往的化身更加年轻，就已经打算创造成长题材故事。沃茨在准备阶段重读原版蜘蛛侠的漫画，重新认识了角色原本就有的人气，认为自己给打造疯狂壮观的漫威宇宙的漫画引入普通人的全新视角。他认为这就是影片的责任所在，将蜘蛛侠引入到现有的漫威电影宇宙中。沃茨提到自己参考了漫画《終極蜘蛛俠》和《蜘蛛侠爱玛丽·简》。12月，奥利弗·肖尔（Oliver Scholl）签约出任影片布景师。

### 前期制作

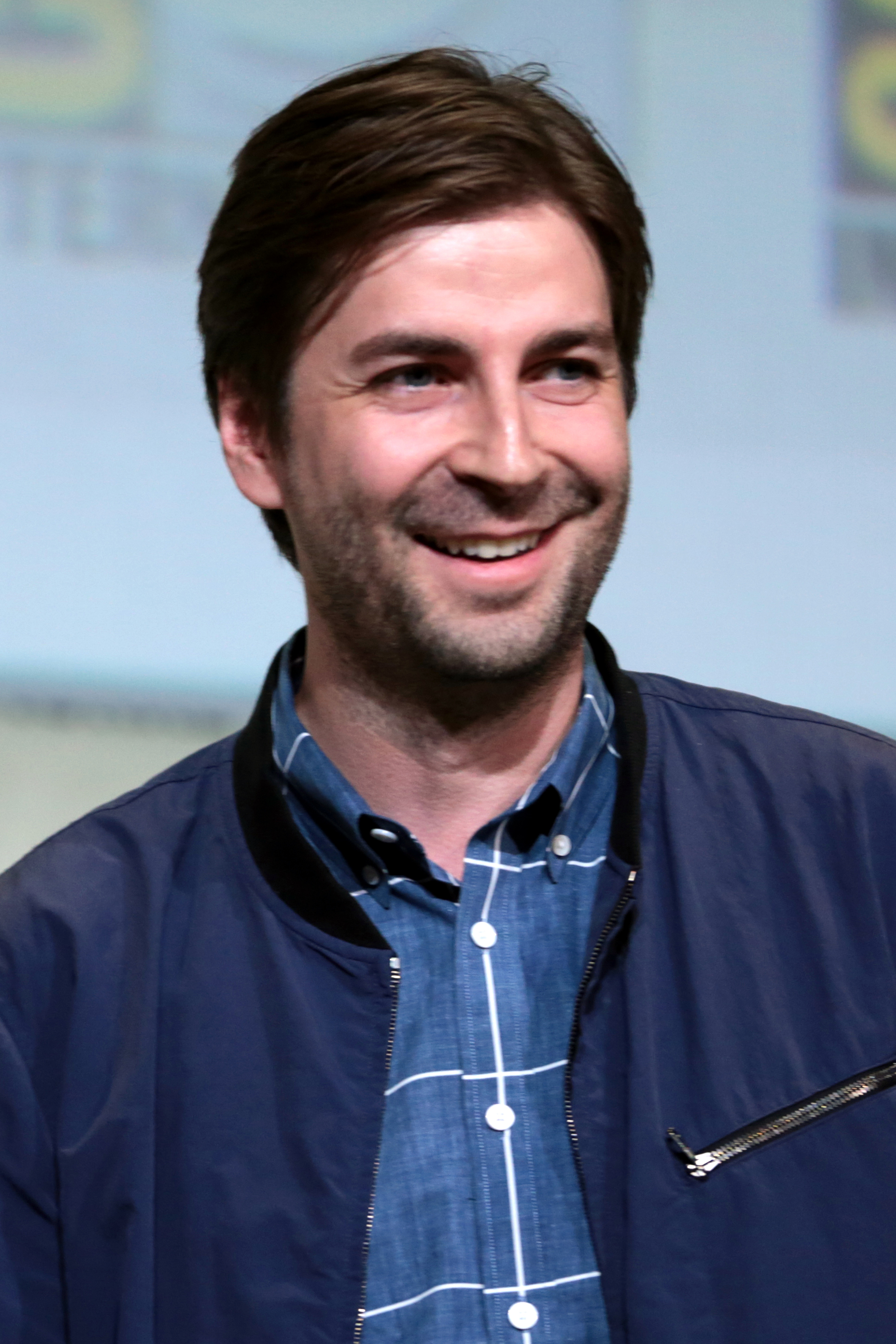
2016年圣地亚哥动漫展，沃茨推介《蜘蛛侠：英雄归来》

按照之前的惯例，沃茨希望对影片进行大量的分镜，尤其是动作戏。对于《英雄归来》，沃茨与团队合作，在正式拍摄前找出动作戏的分镜语言，进行实际尝试，帮助他锻炼所缺乏大规模电影制作经验。至于“蛛丝秋千”场景，沃茨避免采用前作用过的大型“俯冲”镜头，尽可能让镜头贴近地面：“所以，无论是用无人机镜头，还是用直升机或轨道镜头，甚至只是手持镜头，在屋顶上追着他拍，我们都希望大家能感受到与他同在。”
2016年1月，索尼将影片档期调整至2017年7月7日，表示影片在后期阶段会重制为IMAX 3D。J·K·西蒙斯有意重演自己在之前由山姆·雷米執導的蜘蛛人三部曲中演过的J·喬納·詹姆森。3月初，赞达亚加盟影片，出演米歇尔，托梅确认出演梅姨。次月，費吉确认之前电影宇宙的角色会亮相，澄清与索尼达成的协议没有明确指明哪个角色可以出场，不可以跨界。他指出，两家制片公司的合作非常有诚意，这样就有更多角色用在剧情中。他表示：“协议说这部电影很大程度上是索尼影业的电影......我们是创意制片人。我们负责请演员，将他带进（《英雄内战》），然后马上写剧本，再投入拍摄。”索尼影业主席汤姆·罗斯曼表示索尼有最终开绿灯的权力，但在创意层面会遵从漫威。在2016年CinemaCon上，索尼宣布电影名为《蜘蛛侠：英雄归来》（Spider-Man: Homecoming），其中指的是普通高中的传统节日返校节，暗指蜘蛛侠这个角色回归漫威和漫威电影宇宙。为彼得·帕克试镜的東尼·雷佛羅里和另一名演员蘿拉·哈里爾则出演帕克的同班同学，而唐尼透露会出演東尼·史塔克。沃茨表示，斯塔克会一直是新片的一部分，因为他在《英雄内战》中与帕克有互动。
同样在4月，米高·基頓进入出演反派的会谈，后来和《速食遊戲》的档期冲突而撤出，后来他更改档期，重新就角色进行谈判，于5月底达成协议。6月，麥可·巴比利加盟剧组，出演帕克的好友。肯尼斯·崔出演高中校长，羅根·馬歇爾-格林出演另一位反派，唐納·葛洛佛和馬丁·斯塔爾出演未公开的角色。沃茨希望演员阵容反映皇后区是“世界上最具多元化的地球”，費吉补充称“我们希望大家承认他们是我们世界的一份子。（有了这个特别的剧组），这真的是要不断去做的事情。”这种安排有别于以往电影将故事背景设在“白人白到百合花一般的皇后区高中”。另外，漫威达成共识，尽可能避免提到之前《蜘蛛侠》电影出现的角色，除了彼得、梅姨和闪电·汤普森，还有《号角日报》。对于后者，联合制片人埃里克·豪瑟曼·卡罗尔（Eric Hauserman Carroll）表示：“我们玩弄了一下，决定不走老路，如果我们把《号角日报》放进去，就要用充满现代感的方式来做。”还包括瑪莉·珍·華生，但赞达亚扮演的米歇尔以“MJ”作为姓名缩写，向该角色致敬。費吉表示这样做能让大家“玩致敬玩得开心，同时让不同的角色提供不同的动力”。
影片中蜘蛛侠的服装比之前更具科技元素，内建类似于卓維的人工智能系统、全息界面、降落伞、斯塔克用来追踪蜘蛛侠的设备、加热器、安全气囊、照明系统及有增强现实功能的眼睛，而胸前的标志是可以远程操控的无人机。斯塔克还内建了“辅助轮”协议，在初期限制帕克使用所有功能。卡罗尔表示，漫威将漫画翻了一遍，“将服装中所有稀奇古怪的元素拿出来”，放进《英雄归来》的服装中。蜘蛛侠的蛛丝发射器有多种设定，第一种设定在《英雄内战》结尾亮相，卡罗尔说这是让他调适旋转网、网球或弹跳网等各种蛛网喷射状态，就像數位單眼相機那样。

### 拍摄
主体拍摄于2016年6月20日在美国乔治亚州費耶特縣松林亚特兰大制片厂启动，暂定名称《乔治的夏天》（Summer of George）。萨尔瓦多·托蒂诺担任摄影指导。取景地还包括亚特兰大，包括亨利·W·格雷迪高中、亚特兰大市区、亚特兰大万豪侯爵酒店、皮埃蒙特公园、乔治亚世界会议中心及亚特兰大东区。賀倫的表示在亚特兰大拍纽约的景比在纽约实际拍摄要便宜，尽管制作团队“最终会（在纽约）待一两个星期”。史泰登岛渡轮的复制品在亚特兰大搭建，可以在10到12秒内半途启动及停止，8秒内被4万加仑的水淹没。其他场景在洛杉矶范奈兹和雷西达的特色学校举行。
选角工作在制片初期继续进行，入选者包括伊莎贝拉·阿马拉、小豪爾赫·蘭德柏、J·J·托塔、漢尼拔·布瑞斯、莎蕾妮絲·雷娃、亞伯拉罕·阿塔赫、迈克尔·曼多、泰恩·戴利、嘉絲莉·畢薇斯、蒂芬妮·埃斯佩森和安格瑞·萊絲，角色未明，同时博金·伍德賓加入扮演另外一位反派。在2016年圣地亚哥国际漫画展上，漫威确认基頓、赞达亚、葛洛佛、哈里爾、雷佛羅里、泰恩·戴利、伍德賓的选角，透露赞达亚、哈里爾和雷佛羅里分别出演米歇尔、丽兹·艾伦和闪电·汤普森，宣布雅各布·贝塔隆扮演奈德。官方还透露禿鷹会是片中的反派，而编剧团队沃茨、克里斯多福·福特、克里斯·麥肯納和艾瑞克·桑默斯將与戈尔茨坦一道编剧，改编戈尔茨坦和戴利的故事。曾参与漫威短片编剧的漫威影业编剧计划成员艾瑞克·皮爾森负责未列明的工作。沃茨赞扬戈尔茨坦和戴利的剧本初稿“真的很有趣”。两人与童年玩伴福特及沃茨一起“打造电影的大纲”，再结合沃茨一些具体想法及想要在电影中呈现的内容改写剧本，剧本定稿在沃茨看来是“相当可观的结构传递，重新安排了内容，打造成我们想要的那种故事弧”。后来加入的麥肯納和桑默斯在摄制期间修改剧本，因为“到了去片场的时候，所有事情都有一些调整空间，所以你需要去尝试，需要某个人在你拍摄时编剧”。
哈里爾说年轻演员们“不断说（这部电影）是我们的《早餐俱乐部》”。不久后，瑪莎·凱莉加入剧组，角色未明。8月，麥可·切爾努斯扮演「修補匠」菲尼亞斯·梅森，乔娜·肖加入剧组，角色未明，布瑞斯说他会扮演体育老师。2016年9月，強·法夫洛继续扮演中《钢铁侠》系列快樂·霍根，同时亞特蘭大的拍摄工作结束，转至纽约拍摄。纽约取景地包括皇后区阿斯托里亚、史泰登岛圣乔治、曼哈頓及布鲁克林区富兰克林·K·莱恩高中。另外，终极格斗冠军赛选手泰伦·伍德利考虑在片中饰演反派，后与因FOX体育的承诺取消。主体拍摄工作于2016年10月2日在纽约杀青。补拍镜头于同月晚些时候在德国柏林勃兰登堡门附近拍摄。

### 后期
2016年11月，費吉确认基顿将扮演「秃鹰」亚德里安·图姆斯，伍德宾扮演「震動人」赫曼·舒爾茨。2017年3月，哈里爾表示影片的重拍工作正在进行，埃文斯扮演的美国队长将在影片的健身教学视频中亮相。沃茨受总统健身挑战视频影响，认为美国队长给漫威电影宇宙做的健身挑战会更具吸引力。他开始与其他人商讨让美国队长出演其他的公益广告，认为“只要能想到的，我们就能让可怜的美国队长去做”。沃茨表示其他的公益广告会收录在影片的家用媒体版。沃茨确认斯塔克所创办的損害控制部让图姆斯走向反派之路，让这种安排“符合我们剧情的整体理念”，营造许多沃茨想要用来“推动故事”的实际问题。
影片设有多个片尾彩蛋。第一个安排秃鹰从其他反派的手中保护帕克，给他救赎的机会。沃茨说这在剧情的发展过程中是非常有意思的事情，没有那种反派杀人无数的老套路：“他需要在某种程度上自我救赎，相信自己说的任何事情，特别是家庭。”第二个片尾彩蛋是美国队长的公益广告，讲耐心的价值，其实是向花费时间等这个彩蛋的观众开元引用笑话。这个彩蛋是“最后时刻加的”。沃茨于2017年6月初批准最后的特效镜头後，完成《英雄归来》的所有工作。他说漫威或索尼从未禁止他做哪些事情。同月，斯塔尔表示会在帕克高中担任学术十项全能隊教练，马歇尔-格林据传会扮演另一位震撼者。
7月，費吉讨论影片的部分戏份，其中一个镜头是对《超凡蜘蛛侠》第33期的致敬，其中帕克被困在瓦砾下，是費吉“一直以来想在电影中看到”的东西。戴利给剧本加入費吉很想看到的戏：“我们让帕克以自我怀疑、无助的样子为这场戏开头，就真的像孩子那样。你对他感同身受。他在尖叫着需求帮助，不认为自己能做到，之后……她觉得这就是他最大的问题。”費吉将帕克意外向梅姨透露自己是蜘蛛侠的结尾，和《钢铁侠》中斯塔克告诉全世界自己是蜘蛛侠的结尾作比较：“这对下一部电影意味着什么？我不知道，但这迫使我们要做点不一样的事。”戈尔茨坦补充，这场戏“削减了场景超级英雄世界最为琐碎的一件事，就是找到你的秘密，让你放下思想包袱，将这个角色带入你的生活”。費吉还觉得影片应让秃鹰揭示自己是帕克情人的父亲，如果不能这么做，电影不会成功。编剧团队“为这个场景来回奔波......你必须相信我们真的设置了这场戏，好让你接受，不觉得格格不入”。沃茨认为秃鹰透露身份及之后与帕克的互动是“我一直想要的内容”，称自己在拍这段戏时收获了很多乐趣。揭示身份后，秃鹰开车载帕克去参加学校舞会，期间意识到帕克是蜘蛛侠，这场戏在戈尔茨坦眼中是他整部片最为骄傲的一场戏。戴利说这场戏对观众的效果，如同观众因聽到他们写的笑话而大笑一样，说编剧们“头一次想（这个反转）想得头晕目眩，因为这种明显的紧张感，就像你遇到恋爱女生的爸爸那样，而當你發現他是那個你一直想要阻止的人時，這種緊張感要乘上1,000倍。”

#### 特效
影片特效由索尼影业图像公司、方法工作室、亮度电影、数字王国、视觉效果、光影魔幻工业、Iloura和Trixter联合完成。执行制片人最初不愿意让之前参与过蜘蛛人电影的图像公司加入，让本片看起来比之前的电影不一样。后来看到图像公司“非凡的”测试材料，改变了主意。
Trixter为影片贡献了300多个镜头，包括在大中央车站的开场、以帕克的视角复述《英雄内战》故事的戏份、图姆斯带麗茲和帕克去跳舞、帕克和舒尔茨在学校打架及复仇者基地的场景。他们还制作了蜘蛛人战衣及蜘蛛追踪器。Trixter安排打捞工人挤满大中央车站的场景，他们的服装及身高比例可以调整。至于帕克和舒尔茨打架的戏，Trixter让全數位化的蜘蛛人穿上自制的战衣（由图像公司打造），再加入肌肉动画、肌肉及服装系统，让它的外观看起来“像是相当宽松的运动服”。他们还为舒尔茨的护手打造特效，利用一座电脑生成的学校及为中远距离元素增加360度哑光画，将亚特兰大的场景变成皇后区。Trixter获得之前复仇者联盟总部的概念化及基本几何，对总部的外观进行改造。蜘蛛人的复仇者版战衣由Framestore负责模型及纹理，用在之后的漫威电影宇宙电影中。Trixter打造战衣存放的宝库，视觉特效总监多米尼克·齐默勒（Dominik Zimmerle）说这样做“是为展示战衣打造洁净、科技感满满的展示空间，看起来与‘斯塔克’的版本有所不同”。
数字王国负责史泰登岛渡轮大战，打造CGI版蜘蛛人、秃鹰战衣、钢铁人，还有蜘蛛人的无人机。他们利用光学雷达扫描现实中的渡轮及片场中的渡轮，以此打造數位版本。视觉特效总监卢·裴克拉（Lou Pecora）认为这一幕“很凶残”，因为这场戏原本定在白天，后来决定更改时间。索尼影业图像公司负责第三幕的大部分内容，那一幕帕克穿着自制战衣在飞机和沙滩上和图姆斯打，图姆斯则穿着升级版战衣迎战。秃鹰第一套战衣的部分元素由数字王国与图像公司共同打造，其余的由数字王国“按照模型打造”。对于飞机的隐身能力，数字王国参考了贝宜系统打造的Adaptiv IR Camouflage坦克伪装系统，该系统使用一系列热电贴板来躲避红外线。数字王国根据的《英雄内战》版本，参考有半透明特性的北极熊毛，设计了蛛网。图像公司也看过《英雄内战》的蛛网及他们之前为蜘蛛人电影打造的蛛网，后者的版本有小倒钩来挂东西。至于本片，他们将倒钩去掉，与片中其他蛛网设计看齐。方法工作室负责华盛顿纪念碑的戏。

## 音乐
2016年11月，費吉在《奇異博士》的宣传活动上意外透露配乐米高·吉亞奇諾将为本片配乐。吉亚奇诺随后确认消息。原声带专辑于2017年4月11日开始录制，其中包括1960年代版电视动画的主题曲。专辑于2017年7月7日由Sony Masterworks发行。

## 發行

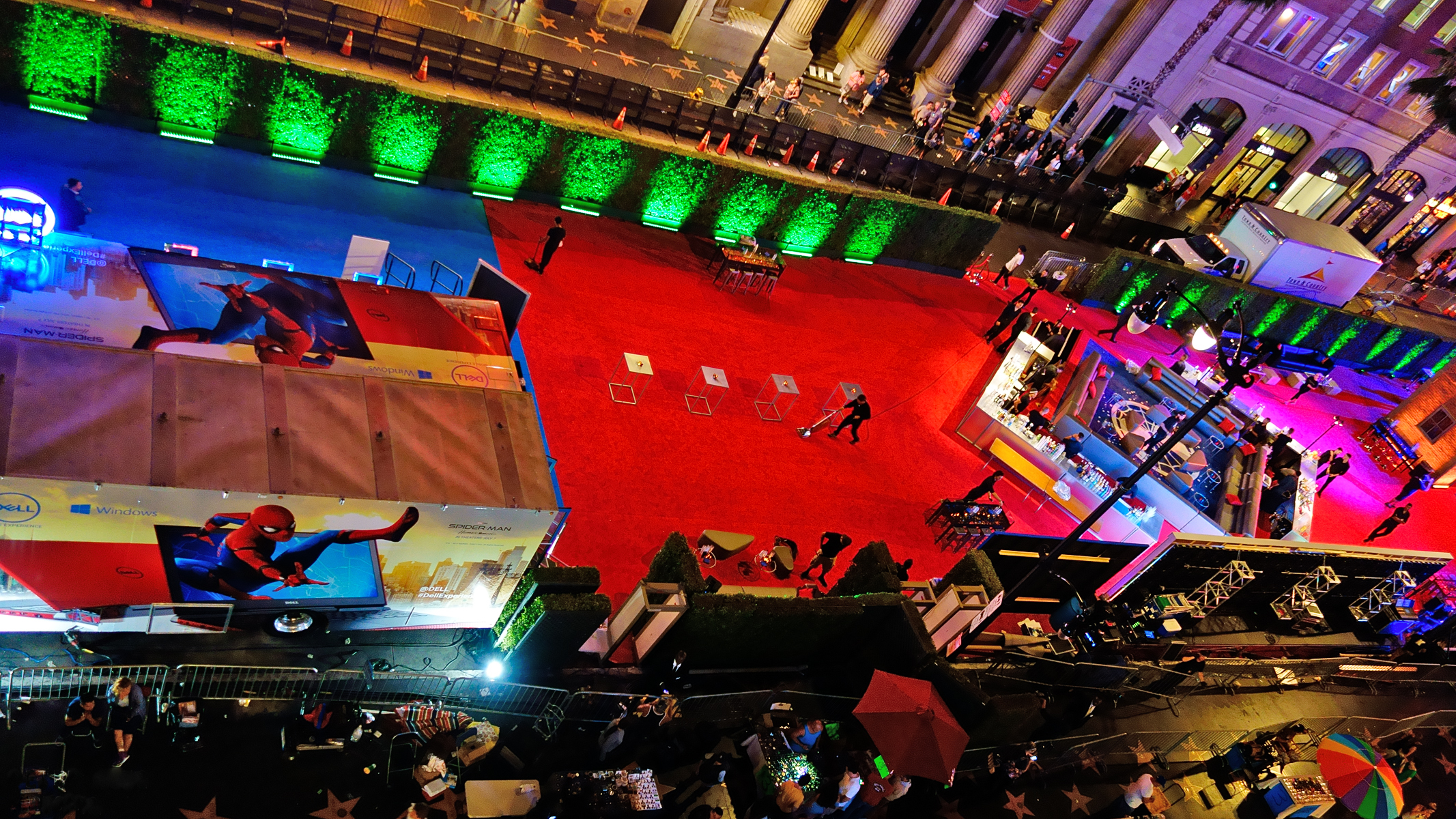
影片在TCL中国剧院首映礼现场。

《蜘蛛人：返校日》的全球首映礼于2017年6月28日在TCL中国剧院举行，7月5日在英国上映，7月6日在全球多国市场上映，上映首周末登陆56个国家的23,400個影廳（含277个IMAX场）。影片7月7日在美国4,348家影院上映（392家为IMAX和IMAX 3D，601家为豪华大银幕），包括3D屏幕。原定上映日为7月28日。

### 營銷
強·華茲、湯姆·霍蘭德、雅各布·貝塔隆、蘿拉·哈里爾、東尼·雷佛羅里和辛蒂亞出席於2016年聖地牙哥國際動漫展上，展示電影的獨家剪輯片段。首支預告片隨著2016年12月8日的釋出，同时在网上公布还有包含不同场面和对白的国际版。費吉认为，两个版本有着足够的差别，“人们看过两部片会觉得好玩的”。秃鹰从一家酒店的中庭飞落地面，蜘蛛人围着鋼鐵人飞的镜头专门为预告片创作，并没有出现在影片中。華茲解释，秃鹰的镜头在影片拍摄前就做好了，专供漫展，“向来不会在影片中”，但他会重新利用秃鹰在影片中出现的角度。蜘蛛人和鋼鐵人的镜头之所以要拍，是因为营销团队希望拍出两个人同框的画面，那时影片现存的画面“看起来并不好”。预告片采用的镜头在皇后区地铁站搭建背景板拍摄。两段预告一周之内在全球吸引2.66亿次观看。
2017年3月28日，第二段预告片在2017年漫展前夕首播。BoxOffice.com首席分析师肖恩·罗宾斯（Shawn Robbins）指出，《正义联盟》的全新预告片当周在推特被提及的次数更多，但“对蜘蛛人的热情更加明显”。根据comScore的社交媒体数据追踪服务PreAct，《英雄归来》在3月20日到3月26日一周内被新开讨论85,859次，落后于第一位的《正义联盟》的201,267次。在2017年MTV电影电视奖上，影片独家片段曝光。2017年5月24日，索尼和漫威公布第三段国内版和国际版预告片。/Film的伊森·安德顿（Ethan Anderton）欣赏两部预告片，声称《蜘蛛人：返校日》“有望成为最出色的蜘蛛侠电影。蜘蛛俠成为漫威电影宇宙的一份子感觉很舒服。”TechCrunch的达雷尔·瑟林顿（Darrell Etherington）表示认同：“你或许对高科技蜘蛛侠制服和这个角色诠释的其他方面深感兴趣，但影片对蜘蛛侠的塑造比新近的电影都要好很多。”Screen Rant的安娜·达马拉格（Ana Dumaraog）表示第二部预告片“可以说透露了影片总体剧情的大部分”，但第三部“完全呈现数量恰当的新旧镜头。”她赞赏華茲和编剧在影片中加入的细节得到预告强调。Birth.Movies.Death的辛迪罕特·阿德拉汗（Siddhant Adlakha）也认为预告片遗漏了太多细节，总体上还是挺让人享受，特别是“Vlog”方面。Collider的戴维·冲伯（Dave Trombore）表达了和阿德拉汗类似的看法。预告片发布后，comScore及旗下的PreAct服务指出《英雄归来》于5月29日当周在社交媒体电影话题中位居榜首。
国内版和国际版上映海报随同第三段预告片发布。国内版海報的“漂浮大头”风格遭受批评，“人们朝不同方向看的混乱，对电影会传递的元素没有什么感觉。”GameSpot的丹·欧迪（Dan Auty）认为这是“星光熠熠的火辣大混乱”，而《名利场》的凯蒂·里奇（Katey Rich）认为海报“深陷于漫威宇宙强调的所有蜘蛛侠制造的东西的各个线索中，使得《蜘蛛侠：英雄归来》显得尤为特别。”阿德拉汗认为影片发行海报“到现在还好，但这些可能告诉一般观众去期待一部非常臃肿的电影。”阿德拉汗对国际海报的评价更加正面，认为有“漫画书风格”，“看起来像是影片的实际场景。”里奇和阿德拉汗批评国内版海报展示了兩次赫兰德、米高·基頓和羅拔·唐尼，一次是穿著制服一次則是沒穿制服。索尼和ESPN创意工作室合作，制作电影和2017年NBA总决赛的跨界广告，由華茲导演。广告設計成“只有几个瞬间融入显示比赛的亮点”。宣传片中，赫兰德、唐尼和莊·法來奧重新饰演他们在影片中的角色，斯坦·李、DJ哈立德、蒂姆·邓肯、魔术师约翰逊和卡莉·冠军友情出演。2017年6月和7月，《英雄归来》主题咖啡在东京六本木新城大楼开张，主打“蜘蛛主题餐饮，包括蜘蛛咖喱、蜘蛛味拿铁和草莓蜘蛛壁球甜味清爽饮料”，点餐赠送限量版贴纸。
6月11日周末，comScore及旗下的PreAct服务指出影片的社交媒体讨论仅次于《黑豹》及其预告片；而接下来两个星期中，《英雄归来》是当时电影话题榜冠军。该月，索尼上线移动应用程序，允许用户“窥探”帕克的手机，“看他的照片、视频、短信，听他朋友发的语音留言”。应用还设置“AR服探索”功能，可深入了解蜘蛛服的科技，使用该角色的照片滤镜、动态图片和贴纸。索尼还和戴宝氏公布了改编自电影的街机游戏，在戴宝氏独家推出。周边漫画《蜘蛛侠：英雄归来前传》（Spider-Man: Homecoming Prelude）于6月20日发行，收录两期前传。6月28日，与Thinkmodo联合制作的恶搞宣传片发布，片中特技演员克里斯·西尔科克斯（Chris Silcox）化身蜘蛛侠从天花板摔进一家咖啡店，吓坏顾客，李也在片中友情客串。索尼联合移动应用程序Holo推出蜘蛛侠3D全息图和赫兰德在片中的对白，供用户加入自己的照片和视频中。6月底前，《蜘蛛侠：英雄归来》虚拟现实体验免费登陆PlayStation VR、Oculus Rift和HTC Vive，由索尼影业VR制作，CreateVR开发。虚拟现实体验让用户过一把当蜘蛛侠的瘾，凭着蛛网发射器打击目标并对战秃鹰。该功能在喜满客影城美国指定影院和巴塞罗那欧洲电影博览会上开发。
7月2日周末上映前夕，影片连续第三个星期占据社交媒体话题榜榜首，总话题数达267万。影片营销活动包括与奥迪、戴尔（均在影片插入产品）、必胜客、通用磨坊、同步银行、MovieTickets.com、慈善工业、31冰淇淋、达能、唐恩都乐、松下电池、M&M's、亿滋国际、华硕、Bimbo、捷星航空、KEF、家乐氏、Lieferheld、百事可乐、Plus、路迪、士力架、索尼移动通信、OPPO、Optus和多力多滋的宣传。作为ESPN的NBA总决赛宣传，華茲为戴尔执导的广告获得280万次在线观看。慈善工业主持了蜘蛛侠服动手做大赛，优胜者将出席电影首映日，并参与慈善工业联合品牌活动，当社区英雄。总体上看，营销获得1.4亿媒体价值，高于之前所有的蜘蛛侠电影和漫威影业2017年首部作品《银河护卫队2》。该数据不含漫威和迪士尼掌控的营销活动，他们从合同中获取的大部分收益用于索尼制作影片。影片在中国的营销联合了陌陌、爱奇艺、腾讯QQ、奥迪、多力多滋、M&M's、戴尔、脉动、凯德集团、小米、HTC Vive和母公司索尼。为了吸引青少年观众，赫兰德还发来“高考问候”，同时《中国有嘻哈》优胜者PG One录制了主题曲。

## 迴響

### 評價
根据評論匯總网站爛番茄汇总的400篇评论文章，92%的评论家给予该作正面评价，使之獲得「認證新鮮」標識，平均打分为7.6分（满分10分）。该网站总结的评论家共识是“《蜘蛛侠：英雄归来》实现了第二次重启所能做的所有东西，展现出紧贴庞大漫威电影宇宙的多姿多彩、趣味十足的冒险历程，没有深陷系列作品的建设。”在Metacritic上，51位影評人共給予了73分的分數（滿分100分），這部電影獲得了「普遍好評」。从A+级到F级，影院评分观众投票打出A级。
《综艺》杂志的欧文·格莱伯曼说道：“飞行特技有轻松的翻转浮力加持，电影让你为彼得欢呼。这位特别蜘蛛侠的吸引力太有基础了：他勇敢地冲刺，不断摔倒，却不断站起来。”Uproxx称赞影片的轻快基调和表现，写道：“《蜘蛛侠：英雄归来》是迄今为止最优秀的《蜘蛛侠》电影。伴随而来的是《蜘蛛侠：英雄归来》和《蜘蛛侠2》走不同路线，两者都很优秀的警示。但是，从基调上说，我很喜欢乐衷于当蜘蛛侠的彼得·派克的化身。”《纽约时报》的马诺达·达尔格斯认为：“赫兰德先生看上去和听起来更像个青少年，多过像此前曾演过这个系列的电影，他有剧组的强力支持，其中有扮演彼得挚友的雅各布·贝塔隆。其他好友包括扮演错误时间错误地点的犯罪分子唐纳德·格洛弗，以及饰演他那对时间毫不放松的老师的马丁·斯塔尔。”《芝加哥太阳报》的理查德·罗伯写道：“《蜘蛛侠：英雄归来》最出彩的地方莫过于小蜘蛛依然比小孩更为成熟。虽然有尚在发育中的超能力加持，他仍有耐心、有尴尬、有激情、出其不意，有时这位青少年的危险野心仍然尝试了解这个世界。”《洛杉矶时报》的肯尼斯·图兰对影片的评价“中肯”，赞扬特技表演，称迈克尔·基顿扮演的秃鹰是“整个系列中最强势、最富有同情心的反派之一”，但批评乔恩·沃茨的导演工作“编排不平衡” 。
相反，《好莱坞报道》的约翰·德佛尔（John DeFore）认为这部电影“偶尔会让人觉得兴奋，但一般使人沮丧”，认为“如果漫威影业的执行官和六位编剧没有努力将彼得·帕克整合到自己的砸钱世界中，影片或许会更出彩”。《每日电讯报》的罗比·科林（Robbie Collin）表示：“去年，新任小蜘蛛侠在《美国队长3》中踏上了令人兴奋的漫漫长路。然而他很多时候几乎在懈怠和死气沉沉的个人恶作剧中迷失方向”。《旧金山纪事报》的米克·拉萨尔（Mick LaSalle）表示：“这部戏没有打破新局面，动作场面，例如史泰登岛渡轮上的史诗级战斗想让人觉得兴奋，但只不过坐在屏幕里，没能凭一己之力搅动场面，但内容却是在他们能力之内。”

### 票房
截至2017年9月10日，《蜘蛛侠：英雄归来》在北美收获3.27亿美元票房，海外票房达4.95亿美元，合共8.23亿。影片是索尼全球首映票房第二高的IMAX电影，成绩为1800万美元。2017年5月，范丹戈公司调查指出，《英雄归来》是继《神奇女侠》后呼声第二高的夏季大片。
北美首映日票房达5,090万美元（含周四晚提前场的1,540万），首周末总额1.17亿，位列票房榜榜首。影片是首周票房第二高的蜘蛛侠电影和索尼电影，位居1.51亿的2007年电影《蜘蛛侠3》之后。《BoxOffice》早期预测影片首周末票房1.35亿，后来将之调整为1.25亿。Deadline.com指出任何地方的业界预测在9亿到12亿之间。到了第二周，影片票房4,520万，败给《猩球崛起3：终极之战》，同比下降61%，类似于《超凡蜘蛛侠2》和《蜘蛛侠3》第二周周末票房的滑落。此外，影片国内票房达到2.083亿，突破《超凡蜘蛛侠2》2.029亿的国内总票房。第三周，影片跌至第三位。到7月26日，影片国内票房增至2.621亿，超越《超凡蜘蛛侠》的2.62亿，于第四周以第五名收官。第五个周末，影片以第六名收官，在之后的五个周末中以第七名收官。截至2017年9月3日，影片赚到3.251亿，打破3.25亿美元的国内预测票房。
北美海外方面，影片上映当周于56个国家同期发行，赚到1.405亿美元，在其中50个国家夺得冠军。考虑到相同的市场数量和2017年的货币汇率，这个纪录是蜘蛛侠电影首映的最高票房。周三韩国的首映创下当日历史同期的最高首映票房纪录，上映五日贡献了2,540万，是好莱坞电影的第三高首映记录。巴西创下7月份历史同期的最高纪录，达200万，首周末总额890万。IMAX场创下700万的索尼电影全球首映票房新高。第二个周末，影片在法国和德国上映，分居第一和第二位，在韩国新增1,190万票房，该国票房总额达4,220万。这使得《英雄归来》成为该国票房最高的蜘蛛侠电影，也是票房最高的2017年好莱坞电影。巴西额外贡献了570万，该国票房总额达1,940万，也是当地票房最高的蜘蛛侠电影。第三周，拉丁美洲地区创下蜘蛛侠电影在当地的最高票房，总共7,740万，其中巴西维持着最大的占比，达2,570万。在韩国，影片成为史上票房第10高的海外影片。《英雄归来》第四个星期在西班牙首映并夺冠。第六个星期，影片在日本夺冠，其中IMAX场入账77万，是漫威电影在该国周末IMAX票房的第四高。影片于2017年9月8日在中国上映，含周四电影场在内，首映票房达2,300万，成为漫威电影宇宙影片第三大首映纪录，仅次于《复仇者联盟2：奥创纪元》和《美国队长3：英雄内战》，是索尼在该国首映票房最高的影片。影片在中国上映首周末获得7,080万，是第三高的首映票房，仅次于《奥创纪元》和《英雄内战》，其中源自IMAX场的600万是9月份最佳的IMAX票房，也是索尼IMAX影片首周末的最佳成绩。截至2017年9月10日，影片票房前三的市场分别为中国（7,080万）、韩国（5,140万）和英国（3,480万）。
台灣方面，首日票房為新台幣2,700萬元；首週五天票房為新台幣1.5億元；最終全台票房為新台幣2.95億元。
| 上一届： 《神偷奶爸3》   | 2017年美國週末票房冠軍 第27週     | 下一届： 《猩球崛起：終極決戰》 |
| 上一届： 《神偷奶爸3》   | 2017年台北週末票房冠軍 第27週     | 下一届： 《猩球崛起：終極決戰》 |
| 上一届： 《壞蛋獎門人3》 | 2017年香港週末票房冠軍 第28-29週  | 下一届： 《猩球崛起：終極決戰》 |
| 上一届： 《》            | 2017年中国内地一周票房冠军 第37週 | 下一届： 《猩球崛起：終極決戰》 |

## 續集
2016年6月，汤姆·罗斯曼表示，索尼和漫威致力於製作未來的蜘蛛人電影。同年10月，湯姆·霍蘭德表示，劇組開始為潛在的續集尋找反派及拍攝地點 。2016年12月，在成功釋出首支《蜘蛛人：返校日》預告片後，索尼宣布續集將預計於2019年7月5日上映。2018年6月23日，宣布續集標題為《Spider-Man: Far From Home》。

## 備註
1. 中國大陸曾暫譯「蜘蛛侠：返校季」。
2. ↑  依照漫威電影宇宙上映次序。
3. ↑  依照漫威電影宇宙中故事發生的時間次序，參見漫威电影宇宙#時間線。
4. ↑  參見2012年電影《復仇者聯盟》。
5. ↑  此處視為一個電影宇宙時間線的漏洞，但是以電影裡的文字標題為主：紐約戰役八年後即是2020年，而與機場戰役的時間2016年相衝突。凱文·費吉回應「我們不喜歡考慮具體的時間軸結構，而是選擇專注於更大的故事。我想人們喜歡談論我們的長期計劃，我們當然有。但是這些長期計劃決定減少任何一部電影的特殊性，通常是相反的。它專注於一個故事，並專注於我們正在做的最好的個人電影。然後，如果有什麼變化，我們並不期待下線，因為它是為了一部更好的電影而製作的，那麼我們就會處理它」。而這個時間軸錯誤其實在《星際異攻隊》就開始了。
6. ↑  參見2016年電影《美國隊長3：英雄內戰》。
7. ↑  斯塔爾曾於2008年電影《無敵浩克》飾演該角色[28]。